# Marino Masè
Marino Masè, né le 21 mars 1939 à Trieste et mort le 28 mai 2022 à Rome, est un acteur italien qui a joué dans plus de 70 films depuis 1961.

## Biographie
Encore adolescent, Marino Masè rejoint le laboratoire pour jeunes acteurs de la société de production Vides de Franco Cristaldi, puis étudie le théâtre sous la direction d'Alessandro Fersen. 
Il fait ses débuts au théâtre en 1960 dans L'arialda mis en scène par Luchino Visconti et au cinéma en 1961 dans L'Enlèvement des Sabines de Richard Pottier. 
Il a tenu des rôles principaux dans la première moitié des années 1960 dans des œuvres telles que Les Poings dans les poches de Marco Bellocchio et Les Carabiniers de Jean-Luc Godard. Masè est aussi actif dans l'adaptation des dialogues pour le doublage.

## Filmographie partielle
- 1961 :  L'Enlèvement des Sabines de Richard Pottier
- 1963 : Les Carabiniers de Jean-Luc Godard
- 1963 : Le Guépard  (Il Gattopardo) de Luchino Visconti
- 1963 : Les Monstres (I mostri) de Dino Risi
- 1965 : Les Poings dans les poches (I pugni in tasca) de Marco Bellocchio
- 1965 : Le Gendarme à New York de Jean Girault
- 1966 : Des fleurs pour un espion (Le spie amano i fiori) d'Umberto Lenzi
- 1968 : Casse au Vatican  (A qualsiasi prezzo) d'Emilio Miraglia
- 1968 : L'Enfer de la guerre (Commandos) d'Armando Crispino
- 1969 : Exécutions (Un detective) de Romolo Guerrieri
- 1970 : Les Cannibales (I cannibali) de Liliana Cavani
- 1972 : La dame rouge tua sept fois (La dama rossa uccide sette volte) d'Emilio Miraglia
- 1973 : Le Boss (Il boss) de Fernando Di Leo
- 1973 : La Fureur d'un flic (La mano spietata della legge) de Mario Gariazzo
- 1974 : Identikit de Giuseppe Patroni Griffi
- 1974 : L'Orgasme dans le placard (Donna è bello) de Sergio Bazzini
- 1975 : Zorro de Duccio Tessari
- 1975 : ...a tutte le auto della polizia... de Mario Caiano
- 1975 : Colère noire (La città sconvolta: caccia spietata ai rapitori) de Fernando Di Leo
- 1976 : Deux Flics à abattre (Uomini si nasce poliziotti si muore) de Ruggero Deodato
- 1978 : Sam et Sally, série télévisée, épisode Le Collier de Jean Girault
- 1980 : Contamination de Luigi Cozzi
- 1981 : La Salamandre (The Salamander) de Peter Zinner
- 1985 : Le Roi David (King David) de Bruce Beresford
- 1985 : Il pentito de Pasquale Squitieri
- 1987 : Le Ventre de l'architecte  (The Belly of an Architect) de Peter Greenaway
- 1987 : Attraction fatale (L'attrazione) de Mario Gariazzo
- 1990 : Oublier Palerme (Dimenticare Palermo) de Francesco Rosi
- 1990 : Le Parrain, 3e partie (The Godfather: Part III) de Francis Ford Coppola
- 2002 : Ginostra de Manuel Pradal